# Toivo Ilomäki
Toivo Ilomäki, född 25 augusti 1917 i Sääksmäki, död 4 mars 1965 i Viiala, var en finländsk arbetsledare, pansarjägare och undersergeant i reserven (1960).
Ilomäki innehade "finländska rekordet" i förstörda fiendetanks med totalt 21 vagnar, av vilka hela 16 på en och samma dag (24 juni 1944 i den så kallade PSS-ställningen vid Sammatus på Aunusnäset. Av de oskadliggjorda fiendevagnarna var 14 tunga T-34:or och två grova Josef Stalin-vagnar. Ilomäkis vapen var en 75 mm K 40 pansarvärnskanon med pansarjägare Kalle Rask som laddare.
Den 2 oktober 1944 blev han Mannerheimriddare nr 155.